# 麥覺理中心

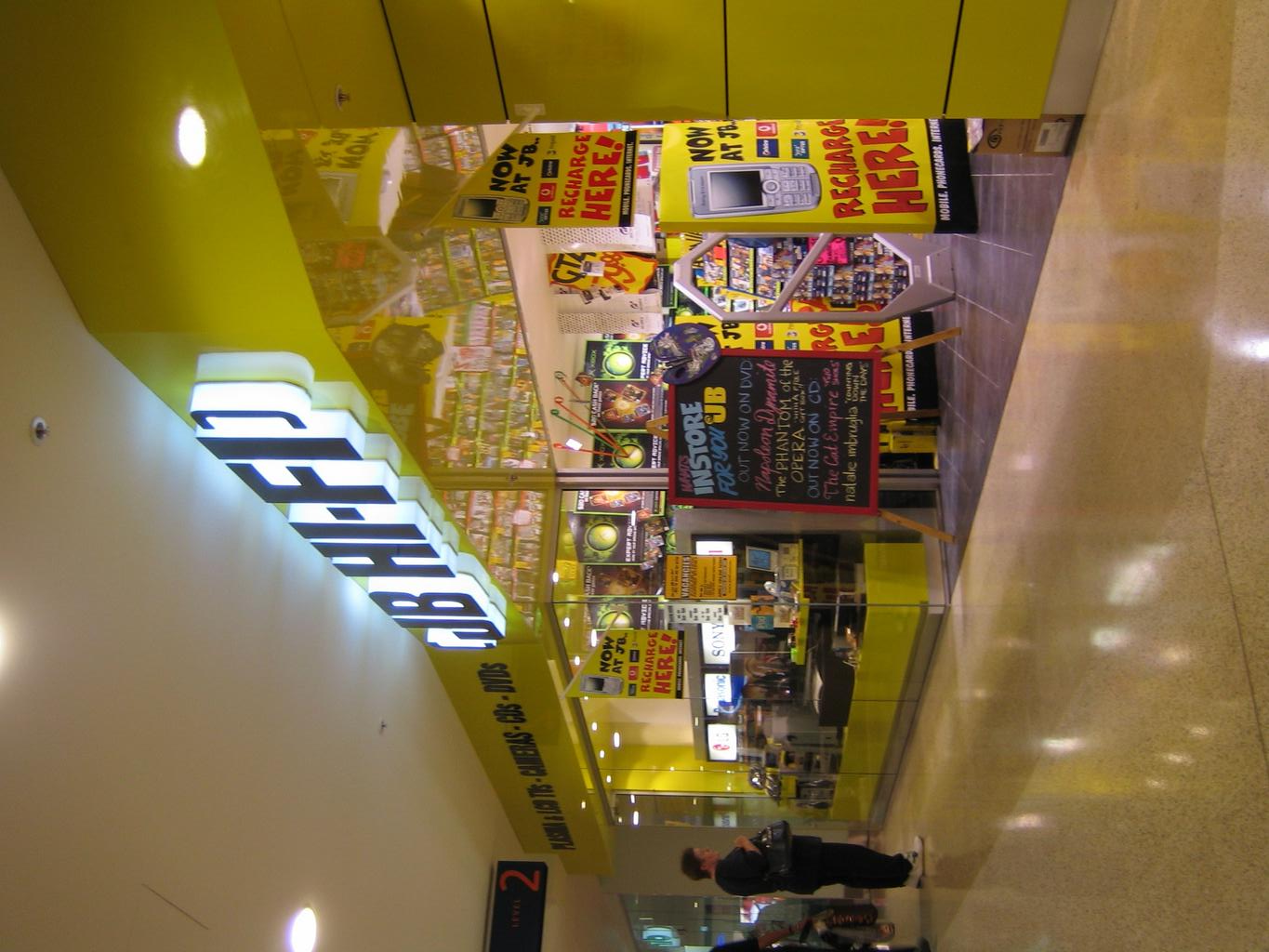
JB Hi-Fi營業處

麥覺理中心（英語：Macquarie Centre），位於澳大利亞悉尼北岸麥覺理公園，在麥覺理大學主校區的正對面，是一座擁有350個店面、4層樓高的大型購物中心，場內設有溜冰场、电影院和各式零售店舖及餐廳。

## 歷史
1968年，百貨公司營運商格雷斯兄弟在北萊德買下了16英畝（6.5公頃）的地皮，並打算興建一座耗資1.2千萬澳元的購物中心。其競爭對手大衛瓊斯亦對此地段心感興趣，並伙拍胡克投資公司（今LJ胡克）計劃於艾坪路（Epping Road）興建一名為花園城市（Garden City）的購物中心，奈何遭到萊德市議會的反對。
麥覺理中心的整個興建過程都被勞資糾紛煩擾，原定於1981年復活節開幕的限期被一再拖延，部分小型店家因為一早已經預定存貨而蒙受損失。
1981年11月17日，麥覺理中心正式開幕，主禮嘉賓為時任新南威爾士州長的內維爾·懷恩。

## 交通
悉尼地鐵西北線麥覺理大學站有頻繁列車連接塔拉旺至車士活沿途各站，乘客亦可以在車士活轉乘其他的鐵路路線。麥覺理中心對出亦有巴士站，可以接駁到悉尼中心商業區、北悉尼及悉尼北岸各郊區。麥覺理中心設有4,900車位的多層停車場，購物滿特定金額可以獲停車優惠。

## 外部連結
- 麥覺理中心官方網站 （页面存档备份，存于）
- A guide to Macquarie Ice Skating Centre - an ice rink in the shopping centre （页面存档备份，存于）
- AMP Capital Shopping Centres
- Soma - a church community meeting in the Macquarie Community Centre

33°46′37″S 151°7′13″E / 33.77694°S 151.12028°E